# Бедејак ет Ена
Бедејак ет Ена (фр. Bédeilhac-et-Aynat) насеље је и општина у јужној Француској у региону Миди Пирене, у департману Арјеж која припада префектури Фоа.
По подацима из 2011. године у општини је живело 205 становника, а густина насељености је износила 32,13 становника/km². Општина се простире на површини од 6,38 km². Налази се на средњој надморској висини од 625 метара (максималној 1.424 m, а минималној 549 m).

## Демографија
| 1962. | 1968. | 1975. | 1982. | 1990. | 1999. | 2011. |
| ----- | ----- | ----- | ----- | ----- | ----- | ----- |
| 112   | 126   | 120   | 119   | 136   | 150   | 205   |

График промене броја становника у току последњих година